# 살바토레 줄리아노
《살바토레 줄리아노》(Salvatore Giuliano)는 1962년 개봉된 이탈리아의 범죄 드라마 영화이다. 프란체스코 로시가 감독과 공동각본을 맡았다. 1962년 베를린 영화제 은곰상 감독상 수상작이다.

## 내용
1950년 7월 5일, 시칠리아섬에서 살바토레 줄리아노(en)가 피살된다.
제2차 세계 대전 말기에 시칠리아섬의 지주(地主)들은 마피아의 비적(匪賊) 줄리아노와 결탁하여 시칠리아섬의 독립을 기도했다. 그런데, 전쟁이 끝나고 독립운동이 실패하자 줄리아노를 산 속으로 몰아냈다. 1949년 시칠리아섬에 자치정부가 성립되고 공산당이 진출했을 때, 줄리아노는 노동절 기념식에 군중을 습격하고 많은 사상자를 냈다. 그러한 줄리아노가 헌병에 의하여 피살된 것이다.
줄리아노를 배후에서 조종한 사람은 누구냐, 그리고 줄리아노를 배반한 사람은 누구냐―사건의 진상을 규명하는 재판이 열린다. 그러나 증인은 입을 봉하거나 살해되어, 사건은 영원한 미궁으로 빠진다.

## 감상
시칠리아섬에 본부를 둔 국제범죄 조직인 마피아, 마피아가 정치세력과 결탁한 내용을 대담하게 폭로한 작품이다. 실제의 사건을 근거로 여러 가지 기록을 더듬어, 현지로케로써 과거를 재현(再現)했다. 로지의 진실을 추구하는 태도는 네오 리얼리즘의 부활, 정통파(正統派)의 대표로서 높이 평가된다.

## 출연
- 살보 란도네
- 프랭크 울프